# Philosophia Africana
O Philosophia Africana é um jornal de especialista na filosofia africana. É publicado pela Universidade DePaul em Chicago, os Estados Unidos. O editor principal é o filósofo Nigerian Emmanuel Chukwudi Eze. Em 2002 o jornal foi selecionado como "Melhor Novo Jornal" pelo Conselho de Editores de Jornais Eruditos.